# گمینا پژتسه
گمینا پژتسه (به لهستانی:  Gmina Pyrzyce) یک گمینا در لهستان است که در شهرستان پژتسه واقع شده‌است. گمینا پژتسه ۲۰۴٫۴۰ کیلومتر مربع مساحت و ۱۹٬۵۱۵ نفر جمعیت دارد.

## خواهرخوانده
شهر بخش هوربی خواهرخواندهٔ گمینا پژتسه هست.